# Justus Elisa Boogaard
Justus Elisa Boogaard ('s-Gravenhage, 12 juni 1882 − Vlissingen, 18 januari 1917) was een Nederlands burgemeester.

## Biografie
Boogaard was de zoon van de legerofficier Frederik Hendrik Boogaard en Petronella Carolina Hermina Domis. In oktober 1908 trouwde hij met jkvr. Anna Emilie Vrijthoff (1888-1964), telg uit het geslacht Vrijthoff. Bij Koninklijk Besluit van 27 juni 1908 was hij benoemd tot burgemeester van Sluis. In 1909, na de geboorte van prinses Juliana, nam hij het initiatief tot de opening van een kantwerkschool Koningin Sophie in zijn gemeente welke in december 1910 geopend werd. In september 1916 werd hij ziek en was enkele maanden daarvoor onder behandeling in zijn geboorteplaats. In januari 1917 keerde hij terug naar Sluis, om enkele weken later een operatie te ondergaan in Vlissingen. In die laatste gemeente overleed hij onverwacht, op 34-jarige leeftijd. Zijn weduwe overleefde hem bijna veertig jaar en trouwde nog tweemaal.